# Evippa russellsmithi
Evippa russellsmithi är en spindelart som beskrevs av Mark Alderweireldt 1991. Evippa russellsmithi ingår i släktet Evippa och familjen vargspindlar. Inga underarter finns listade i Catalogue of Life.